# Ryūhei Tamura
Pour les articles homonymes, voir Tamura.
田村 隆平
Œuvres principales
- Beelzebub
- Badass Cop & Dolphin

Ryūhei Tamura (田村 隆平, Tamura Ryūhei) est un mangaka japonais né le 19 avril 1980. Après le lycée, il commence des études d'animation, qu'il arrête pour se lancer dans le manga. Il est principalement connu pour être l'auteur de Beelzebub publié entre février 2009 et février 2014 dans le magazine Weekly Shonen Jump. C'est sa première série et elle remporte un joli succès au Japon se plaçant régulièrement dans le haut du classement du Jump.
Ses séries plus récentes Hungry Marie et Badass Cop & Dolphin, également prépubliées dans le Weekly Shonen Jump, sont interrompues précocement respectivement au 4e et au 5e volume.
Il entame en 2023 son premier seinen, nommé COSMOS et prépublié dans le magazine mensuel Sunday GX.
Il était l'assistant de Toshiaki Iwashiro, l'auteur de Psyren, lui aussi publié dans le Jump.

## Œuvres
- 2003 : URA BEAT – one shot
- 2004 : Nirai Kanai yori (ニライカナイより?) – one shot
- 2005 : Oomiya jet (大宮ジェット?) – one shot
- 2009-2014 : Beelzebub (べるぜバブ?) – 28 volumes
- 2015 : Tiger Dragon Brother (タイガー兄とドラゴン?) – one shot [6]
- 2017 : Hungry Marie (腹ペコのマリー, Harapeko no Marī?) – 4 volumes[7]
- 2020-2021 : Badass Cop & Dolphin (灼熱のニライカナイ, Shakunetsu no Nirai Kanai?) – 5 volumes [8]
- 2023-? : Cosmos (コスモス, Cosumosu?)[4]